# Guillem II de Provença-Arle
Guillem II de Provença (982 - + el 4 de març de 1018), dit el Pietós, fou comte de Provença-Arle (993-1018). El seu oncle Ratbold I de Provença va agafar el títol de marquès de Provença i Guillem ja no el va poder recuperar.

## Orígens familiars
Era fill del comte Guillem I de Provença l'Alliberador (vers 955-993) i d'Arsenda de Comenge (alternativament Adelaida d'Anjou)
A causa d'un besoncle també anomenat Guillem a vegades apareix com a Guillem III de Provença. La seva mare és més incerta: nombrosos historiadors parlen d'Azalais [d'Anjou] (que seria l'esposa de Guillem II de Provença-Avinyó) identificant-la amb Adelaida-Blanca d'Anjou o Alix o Adelaida d'Anjou (947-1026), però Guillem era més probablement el fill d'Arsenda de Commenge (vers 950-983), la primera dona de Guillem I. Cal tanmateix anotar que dos dels fills de Guillem II porten noms típicament angevins (Folc i Jofré).

## Biografia

### Els primers anys
Podria ser citat per primera vegada el 990 en una carta signada pel seu pare el comte Guillem I de Provença, la comtessa Adelaida d'Anjou i el seu oncle Ratbold. No obstant probablement aquesta carta es refereix a Guillem II de Provença-Avinyó.

### Comte de Provença
Comte el 993, mentre que era encara un infant, ho fou de manera efectiva el 999.
Vers el 1002, es casa amb Gerberga de Borgonya, filla d'Otó Guillem, comte de Borgonya i d'Ermentruda de Roucy, comtessa de Mâcon i de Besançon, dita Ermentruda de Reims.
Va participar el 1005 a l'assemblea presidida per la seva mara (?) la comtessa Adelaida que va arreglar la condició de l'abadia de Sant Víctor de Marsella.
El 1008 a la mort del seu oncle Ratbold, Guillem era massa jove per exercitar amb autoritat la funció comtal, i l'aristocràcia va posar el poder comtal en causa en una revolta que no fou més que la primera d'una llarga sèrie de revolucions. La nova generació nobiliària va disputar amb violència les donacions pietoses atorgades pel marquès i el seu cercle. No fou fins al 1009 que la comtessa Adelaida aconseguí amb dificultat restablir la pau.
Vers 1014, el papa Benet VIII es va dirigir a Guillem II i a Adelaida, que governa amb ell, per incitar-los a reprimir els bandolerismes dels senyors que envaïen els béns de l'abadia de Sant Geli.
Les violències amb la casa de Fos es recuperaren una mica després. En el passat la fortalesa de Fos, que dominava l'entrada de l'estany de Berre on es trobaven nombroses salines, així com Hyères, havia estat confiada a un vescomte, Pons. Ara bé, aquest va negar l'homenatge i la restitució al comte el 1018. Amb l'ajuda del vescomte de Marsella Folc, i d'altres grans Guillem II de Provença va marxar en guerra contra Pons el Jove, però va morir en els combats, el 1018 abans del 30 de maig, probablement el 4 de març.
Guillem II fou inhumat en els fonaments de l'església en curs de construcció de l'abadia de Montmajor que al començament del segle xi va esdevenir la necròpoli dels comtes de Provença. La seva despulla fou unida el 1026 a la de la comtessa Adelaida d'Anjou i el 1063 per la del comte Guifré o Jofré I. Totes tres, de manera inicial dipositades a la cripta al segle xi, foren transferides al segle xii al claustre.

## Núpcies i descendents
Es casà l'any 1002 amb Gerberga de Borgonya. D'aquest matrimoni nasqueren:
- Folc Bertran de Provença, avi d'Adelaida de Provença que es casà amb el comte d'Urgell Ermengol IV
- Guifre o Jofré I de Provença, (?-1063), comte de Provença

A la seva mort el 1018 el succeí el seu segon fill Guifré I de Provença.

### Descendència
El comtat de Provence va ser compartit (en indivisió) entre els seus tres fills:
- Guillem III (abans de 1013, † entre 1019 i 1030), comte de Provença, conegut per diverses actes incloent una donació a l'abadia de Sant Victor de Marsella. No va tenir posteritat.

- Folc Bertran (1014, † 1051), comte de Provença. La seva part va esdevenir el comtat de Forcalquier.

- Guifré o Jofré I (1015, † 1061-2), comte de Provença